# Casey County
Casey County je okres amerického státu Kentucky založený v roce 1807. Správním střediskem je město Liberty. Pojmenovaný je podle plukovníka Williama Caseye, účastníka americké války za nezávislost.

## Sousední okresy
| Růžice kompasu | Marion County | Boyle County   | Lincoln County | Růžice kompasu |
| Růžice kompasu | Taylor County | Sever          |                | Růžice kompasu |
| Růžice kompasu | Taylor County | Casey County   |                | Růžice kompasu |
| Růžice kompasu | Taylor County | Jih            |                | Růžice kompasu |
| Růžice kompasu | Adair County  | Russell County | Pulaski County | Růžice kompasu |